# Ono no Azumabito
Ono no Azumabito (小野 東人 (Tiểu Dã Đông Nhân)  ? – 757) là một samurai và công khanh thời Nara. Năm 738, ông được phong làm Sahyoe no suke (左兵衛佐 (Tả binh vệ tá)).
Azumabito bị đày đến Mishima ở tỉnh Izu vì bị liên lụy trong vụ dấy loạn của Fujiwara no Hirotsugu vào năm 740, nhưng chỉ năm năm sau thì được ân xá. Sau đó, ông được bổ nhiệm làm thống đốc tỉnh Bizen, và là quan chức của Jibushō, cơ quan chịu trách nhiệm quản lý giới quý tộc từ hàng ngũ phẩm trở lên.
Năm 757, Azumabito bị triều đình tra xét và xử tử vì tham gia vào mưu đồ tạo phản do Tachibana no Naramaro chủ mưu.